# Gil Hautois
 (juillet 2021).
Gil Hautois est un peintre et sculpteur belge originaire de la région du Centre. Elu « Talent wallon 2017 », il illustre généreusement le patrimoine Belge dans son style « ligne claire ».
Il est référencé dans le Petit Futé de Charleroi aux côtés de peintres célèbres tels que Magritte, Paulus ou encore Delmotte.
Il emporte le spectateur dans une multitude de couleurs contrastées sur des fonds obscurs tout en véhiculant une impression de bonheur.
Il illustre aussi différents supports tels que des bouteilles de vin et de spiritueux (Eaux de Villée,, Black Wood), des vitrines dans le centre de La Louvière, des impressions pour de grandes sociétés (BSCA).
On peut découvrir son travail dans de nombreuses galeries et lors d'évènements particuliers ou via son site web.